# Crescita esponenziale
     Crescita esponenziale
     Crescita lineare
     Crescita cubica

Il grafico illustra come la crescita esponenziale (verde) supera sia la crescita lineare (rosso) che quella cubica (azzurro).
Crescita esponenziale
Crescita lineare
Crescita cubica

La crescita esponenziale è un processo che aumenta la quantità nel tempo a un ritmo sempre crescente. Si verifica quando la velocità istantanea di variazione (cioè la derivata) di una quantità rispetto al tempo è proporzionale alla quantità stessa. Descritta come una funzione, una quantità soggetta a crescita esponenziale è una funzione esponenziale del tempo, cioè la variabile che rappresenta il tempo è l'esponente (a differenza di altri tipi di crescita, come la crescita quadratica). La crescita esponenziale è l’inverso della crescita logaritmica.
Se la costante di proporzionalità è negativa, la quantità diminuisce nel tempo e si dice invece che subisca un decadimento esponenziale. Nel caso di un dominio di definizione discreto con intervalli uguali, si parla anche di crescita geometrica o decadimento geometrico poiché i valori della funzione formano una progressione geometrica.
Il modello di crescita esponenziale è noto anche come Modello di Malthus.

## Esempi
- Biologia
  - Il numero di microrganismi in un brodo di coltura crescerà esponenzialmente fino a quando non sarà esaurito un nutriente essenziale. Tipicamente il primo organismo si divide in due organismi figli, che poi si dividono per formarne quattro, che a loro volta si dividono per formarne otto, e così via.
  - Un virus (per esempio, la SARS, o il vaiolo) tipicamente all'inizio si diffonderà esponenzialmente, se non è disponibile alcuna immunizzazione artificiale. Ciascuna persona infettata può infettare molteplici nuove persone.
  - La popolazione umana, se il numero di nascite e di morti per persona all'anno dovesse rimanere ai livelli attuali (ma si veda anche la crescita logistica).
  - Molte risposte degli esseri viventi agli stimoli, compresa la percezione umana, sono risposte logaritmiche, che sono l'inverso delle risposte esponenziali; la forza e la frequenza di un suono sono percepite logaritmicamente, anche con uno stimolo debolissimo, entro i limiti della percezione. Questa è la ragione per cui, pur aumentando esponenzialmente, la luminosità degli stimoli visivi è percepita dagli esseri umani come un aumento lineare, piuttosto che come un aumento esponenziale. Questo ha un tempo di sopravvivenza. Generalmente è importante che gli organismi rispondano agli stimoli in un ampio intervallo di livelli, da livelli molto bassi, a livelli molto alti, mentre l'accuratezza della stima delle differenze a livelli elevati di stimolo è molto meno importante per la sopravvivenza.
- Fisica
  - Il crollo a valanga all'interno di un materiale dielettrico. Un elettrone libero diventa sufficientemente accelerato da un campo elettrico applicato esternamente da liberare elettroni aggiuntivi mentre collide con gli atomi o le molecole del mezzo dielettrico. Anche questi elettroni secondari sono accelerati, creando numeri più grandi di elettroni liberi. La crescita esponenziale risultante di elettroni e ioni può rapidamente condurre al completo crollo dielettrico del materiale.
  - La reazione nucleare a catena (il concetto dietro le armi nucleari). Ogni nucleo di uranio che subisce la scissione produce neutroni multipli, ciascuno dei quali può essere assorbito dagli adiacenti nuclei di uranio, facendo sì che essi scissionino a loro volta. Se la probabilità di assorbimento dei neutroni supera la probabilità di fuga dei neutroni stessi (una funzione della forma e della massa dell'uranio), k > 0, il tasso di produzione dei neutroni e di scissioni di uranio indotte aumenta esponenzialmente, in una reazione incontrollata. «A causa del tasso esponenziale di aumento, in un qualsiasi punto della reazione a catena il 99% dell'energia sarà stato rilasciato nelle ultime 4,6 generazioni. È un'approssimazione ragionevole pensare alle prime 53 generazioni come a un periodo di latenza, che conduce fino all'esplosione effettiva, che impiega solo 3–4 generazioni.»[1]
  - La retroazione positiva all'interno dell'intervallo lineare di amplificazione elettrica o elettroacustica può dare come risultato la crescita esponenziale del segnale amplificato, sebbene effetti di risonanza possano favorire alcune frequenze componenti del segnale a scapito delle altre.
  - Gli esperimenti di trasmissione del calore producono risultati le cui linee più appropriate sono curve di decadimento esponenziale.
- Economia
  - L'interesse composto a un tasso d'interesse costante fornisce la crescita esponenziale del capitale. Si veda anche la regola del 72.
  - Il marketing multilivello. Si promette che aumenti esponenziali (di guadagno) appariranno in ogni nuovo livello della linea discendente da un membro iniziale via via che ogni membro successivo recluta altre persone.
  - Anche gli schemi a piramide o schemi Ponzi mostrano questo tipo di crescita, che dà come risultato alti profitti per pochi investitori iniziali e perdite tra grandi numeri di investitori.
- Informatica
  - La potenza di elaborazione dei computer. Si veda anche la legge di Moore e la singolarità tecnologica (nella crescita esponenziale, non ci sono singolarità. Qui la singolarità è una metafora.).
  - Nella teoria della complessità computazionale, gli algoritmi di complessità esponenziale dei computer richiedono un ammontare di risorse esponenzialmente crescente (ad es. tempo, memoria del computer) a fronte di un aumento solamente costante della dimensione dei problemi. Così per un algoritmo di complessità temporale 2x, se un problema di dimensione x = 10 richiede 10 secondi per completarsi e un problema di dimensione x = 11 richiede 20 secondi, allora un problema di dimensione x = 12 richiederà 40 secondi. Questo tipo di algoritmo tipicamente diventa inutilizzabile per dimensioni di problemi molto piccole, spesso fra 30 e 100 elementi (la maggior parte degli algoritmi dei computer devono essere in grado di risolvere problemi molto più grandi, fino a decine di migliaia o perfino milioni di elementi in tempi ragionevoli, qualcosa che sarebbe fisicamente impossibile con un algoritmo esponenziale). Inoltre, gli effetti della legge di Moore non aiutano molto la situazione, perché raddoppiare la velocità del processore consente meramente di aumentare la dimensione del problema di una costante. Ad es. se un processore lento può risolvere problemi di dimensione x in un tempo t, allora un processore due volte più veloce può risolvere problemi di dimensione x+costante nello stesso tempo t. Così gli algoritmi esponenzialmente complessi sono molto spesso impraticabili e la ricerca di algoritmi più efficienti è oggi uno degli obiettivi centrali della scienza informatica.
  - La crescita del traffico di Internet.

## Crescita e decadimento esponenziale
Una quantità {\displaystyle x} dipende esponenzialmente dal tempo {\displaystyle t} se:
{\displaystyle x(t)=a\cdot b^{t/\tau }}
dove la costante {\displaystyle a} è il valore iniziale di {\displaystyle x}, cioè {\displaystyle x(0)=a}, la costante {\displaystyle b} è un fattore di crescita positivo, e {\displaystyle \tau } è il tempo richiesto perché {\displaystyle x} aumenti di un fattore di {\displaystyle b}:
{\displaystyle x(t+\tau )=x(t)\cdot b}
Se {\displaystyle \tau >0} e {\displaystyle b>1}, allora {\displaystyle x} ha crescita esponenziale. Se {\displaystyle \tau <0} e {\displaystyle b>1} o {\displaystyle \tau >0} e {\displaystyle 0<b<1}, allora {\displaystyle x} ha decadimento esponenziale.
Ad esempio, se una specie di batteri raddoppia ogni dieci minuti, cominciando con un batterio, per sapere quanti batteri sarebbero presenti dopo un'ora si procede ponendo {\displaystyle a=1}, {\displaystyle b=2} e {\displaystyle \tau } pari a 10 minuti:
{\displaystyle x(t)=a\cdot b^{t/\tau }=1\cdot 2^{(60{\text{ min}})/(10{\text{ min}})}}
{\displaystyle x(60{\text{ min}})=1\cdot 2^{6}=64}
Ci sono quindi sessantaquattro batteri.
Per rappresentare un tasso di crescita si possono utilizzare diverse forme diverse ma matematicamente equivalenti, usando una base diversa. Le forme più comuni sono le seguenti:
{\displaystyle x(t)=x_{0}\cdot e^{kt}=x_{0}\cdot e^{t/\tau }=x_{0}\cdot 2^{t/T}=x_{0}\cdot \left(1+{\frac {r}{100}}\right)^{t/p}}
Vi sono quindi molte possibilità di scegliere una coppia {\displaystyle b,\tau } di un numero non negativo adimensionale {\displaystyle b} e di un ammontare di tempo {\displaystyle \tau }. Nello specifico, i parametri che compaiono (negativi nel caso del decadimento esponenziale) sono:
- La costante di crescita {\displaystyle k}, è la frequenza (numero di volte per unità di tempo) di accrescimento per un fattore {\displaystyle e}. In finanza è chiamata anche rendimento logaritmico, rendimento composto continuo o forza dell'interesse.
- Il tempo di e-folding {\displaystyle \tau }, il tempo che impiega per crescere di un fattore {\displaystyle e}.
- Il tempo di raddoppio {\displaystyle T} è il tempo che impiega per raddoppiare.
- L'aumento percentuale {\displaystyle r} (un numero adimensionale) in un periodo {\displaystyle p}.

Le quantità k, {\displaystyle \tau } e T, e per un dato p anche r, hanno un rapporto di uno a uno dato dalla seguente equazione (che può essere derivata prendendo il logaritmo naturale di cui sopra):
{\displaystyle k={\frac {1}{\tau }}={\frac {\ln 2}{T}}={\frac {\ln \left(1+{\frac {r}{100}}\right)}{p}}}
dove k = 0 corrisponde a r = 0 e a {\displaystyle \tau } e T che sono infiniti.
Se p è l'unità di tempo, il quoziente t/p è semplicemente il numero di unità di tempo. Usando la notazione t per il numero (adimensionale) di unità di tempo piuttosto che per il tempo stesso, t/p può essere sostituito da t, ma per uniformità questo è stato qui evitato. In questo caso la divisione per p nell'ultima formula non è neanche una divisione numerica, ma converte un numero adimensionale nella corretta quantità contenente l'unità.
Un popolare metodo approssimato per calcolare il tempo di raddoppio dal tasso di crescita è la regola del 70,
cioè {\displaystyle T\simeq 70/r} (o meglio: {\displaystyle T\simeq 70/r+0.03}).

## Equazione differenziale
La funzione esponenziale {\displaystyle x(t)=ae^{kt}} soddisfa l'equazione differenziale lineare:
{\displaystyle {\frac {dx}{dt}}=kx}
che stabilisce che il tasso di crescita di {\displaystyle x} al tempo {\displaystyle t} è proporzionale al valore di {\displaystyle x(t)}, con valore iniziale {\displaystyle x(0)=a}. Per {\displaystyle a>0} l'equazione differenziale è risolta dal metodo di separazione delle variabili:
{\displaystyle \int {\frac {dx}{x}}=\int k\,dt}
da cui segue:
{\displaystyle \ln x=kt+{\text{cost}}}
Incorporando il valore iniziale si ha:
{\displaystyle \ln x=kt+\ln a}
ovvero:
{\displaystyle x=ae^{kt}}
La soluzione si applica per {\displaystyle a\leq 0} dove il logaritmo non è definito.
Per una variazione non lineare di questo modello di crescita si veda funzione logistica.

## Altri tassi di crescita
Nel lungo periodo, qualsiasi tipo di crescita esponenziale sorpasserà qualsiasi tipo di crescita lineare (la base della catastrofe malthusiana nonché qualsiasi crescita polinomiale, cioè, per α qualunque:
{\displaystyle \lim _{t\rightarrow \infty }{t^{\alpha } \over ae^{t}}=0}
C'è un'intera gerarchia di tassi di crescita concepibili che sono più lenti di quello esponenziale e più veloci di quello lineare (nel lungo periodo). Si veda grado di un polinomio.
I tassi di crescita possono essere anche più veloci di quello esponenziale.
Nell'equazione differenziale di sopra, se k < 0, allora la quantità sperimenta il decadimento esponenziale.

## Limitazioni dei modelli
I modelli di crescita esponenziale dei fenomeni naturali si applicano soltanto entro regioni limitate, in quanto la crescita illimitata non è fisicamente realistica. Anche se la crescita può essere inizialmente esponenziale, i fenomeni modellizzati alla fine entreranno in una regione nella quale fattori di retroazione negativa precedentemente ignorati diventeranno significativi (portando a un modello di crescita logistica) oppure altre assunzioni sottostanti del modello di crescita esponenziale, come la continuità o la retroazione istantanea, vengono meno.

## Storie esponenziali

### Il riso su una scacchiera
Secondo la leggenda, un cortigiano si presentò al re di Persia con una bella scacchiera. Il re chiese che cosa gli sarebbe piaciuto in cambio del suo regalo e il cortigiano sorprese il re chiedendo un chicco di riso sulla prima casella, due chicchi sulla seconda, quattro chicchi sulla terza, ecc. Il re acconsentì prontamente e chiese che fosse portato il riso. Tutto andò bene all'inizio, ma la richiesta di {\displaystyle 2^{n-1}} chicchi sull'n-esima esigeva oltre un milione di chicchi sulla 21ª casella, più di un milione di milioni (un bilione) sulla 41ª e non c'era semplicemente abbastanza riso nell'intero mondo per le caselle finali.

### La ninfea
Ai bambini francesi si racconta una storia in cui immaginano di avere uno stagno con foglie di ninfea che galleggiano sulla superficie. La popolazione di ninfee raddoppia di dimensione ogni giorno e se lasciata incontrollata soffocherà lo stagno in 30 giorni, uccidendo tutte le altre cose viventi nell'acqua. Giorno dopo giorno la pianta sembra piccola e così si decide di lasciarla crescere fino a quando non ricopra metà dello stagno, prima di tagliarla nuovamente. È stato poi chiesto loro in che giorno ciò avverrà. Questo si rivela essere il 29º giorno, dopo di che ci sarà appena un giorno per salvare lo stagno.